# Kamerun i olympiska spelen
Kamerun tävlade första gången vid olympiska sommarspelen 1964, och har deltagit vid varje sommarspel sedan dess. En gång har Kamerun även skickat deltagare till vinter-OS.

## Medaljer
| Guld | Silver | Brons | Totalt antal medaljer |
| ---- | ------ | ----- | --------------------- |
| 3    | 1      | 2     | 6                     |

| Spel                | Idrottare        | Guld | Silver | Brons | Totalt | Placering |
| Tokyo 1964          | 1                | 0    | 0      | 0     | 0      | –         |
| Mexico City 1968    | 5                | 0    | 1      | 0     | 1      | 39        |
| München 1972        | 11               | 0    | 0      | 0     | 0      | –         |
| Montréal 1976       | 8                | 0    | 0      | 0     | 0      | –         |
| Moskva 1980         | 25               | 0    | 0      | 0     | 0      | –         |
| Los Angeles 1984    | 48               | 0    | 0      | 1     | 1      | 43        |
| Seoul 1988          | 15               | 0    | 0      | 0     | 0      | –         |
| Barcelona 1992      | 8                | 0    | 0      | 0     | 0      | –         |
| Atlanta 1996        | 15               | 0    | 0      | 0     | 0      | –         |
| Sydney 2000         | 35               | 1    | 0      | 0     | 1      | 50        |
| Aten 2004           | 17               | 1    | 0      | 0     | 1      | 54        |
| Peking 2008         | 33               | 1    | 0      | 0     | 1      | 52        |
| London 2012         | 33               | 0    | 0      | 1     | 1      | 79        |
| Rio de Janeiro 2016 | 24               | 0    | 0      | 0     | 0      | –         |
| Tokyo 2020          | 12               | 0    | 0      | 0     | 0      | –         |
| Paris 2024          | 6                | 0    | 0      | 0     | 0      | –         |
| Los Angeles 2028    | Framtida tävling |      |        |       |        |           |
| Brisbane 2032       | Framtida tävling |      |        |       |        |           |
| Totalt              | Totalt           | 3    | 1      | 2     | 6      | 87        |

| Spel                | Idrottare        | Guld             | Silver           | Brons            | Totalt           | Placering        |
| Salt Lake City 2002 | 1                | 0                | 0                | 0                | 0                | –                |
| Turin 2006          | Deltog inte      |                  |                  |                  |                  |                  |
| Vancouver 2010      | Deltog inte      |                  |                  |                  |                  |                  |
| Sotji 2014          | Deltog inte      |                  |                  |                  |                  |                  |
| Pyeongchang 2018    | Deltog inte      |                  |                  |                  |                  |                  |
| Peking 2022         | Deltog inte      |                  |                  |                  |                  |                  |
| Milano–Cortina 2026 | Framtida tävling | Framtida tävling | Framtida tävling | Framtida tävling | Framtida tävling | Framtida tävling |
| Totalt              | Totalt           | 0                | 0                | 0                | 0                | –                |

### Medaljer efter sporter
| Sport              | Guld | Silver | Brons | Totalt |
| Friidrott          | 2    | 0      | 0     | 2      |
| Fotboll            | 1    | 0      | 0     | 1      |
| Boxning            | 0    | 1      | 1     | 2      |
| Tyngdlyftning      | 0    | 0      | 1     | 1      |
| Totalt (4 sporter) | 3    | 1      | 2     | 6      |

## Lista över medaljörer
| Medalj | Namn | Spel             | Sport         | Gren                 |
| ------ | --- | ---------------- | ------------- | -------------------- |
| Silver | Joseph Bessala | Mexico City 1968 | Boxning       | Herrarnas weltervikt |
| Brons  | Martin Ndongo-Ebanga | Los Angeles 1984 | Boxning       | Herrarnas lättvikt   |
| Guld   | Fotbollslandslaget Patrice Abanda Nicolas Alnoudji Clément Beaud Daniel Bekono Serge Branco Joël Epalle Lauren Samuel Eto'o Carlos Kameni Modeste M'bami Patrick Mboma Albert Meyong Ze Serge Mimpo Daniel Ngom Kome Aaron Nguimbat Geremi Njitap Patrick Suffo Pierre Wome | Sydney 2000      | Fotboll       | Herrarnas turnering  |
| Guld   | Françoise Mbango Etone | Aten 2004        | Friidrott     | Damernas tresteg     |
| Guld   | Françoise Mbango Etone | Peking 2008      | Friidrott     | Damernas tresteg     |
| Brons  | Madias Nzesso | London 2012      | Tyngdlyftning | Damernas 75 kg       |